# Архипелаг Таммисаари (национальный парк)
Национа́льный парк архипела́га Та́ммисаари (фин. Tammisaaren saariston kansallispuisto) или Национальный парк «Экенесский архипелаг» (швед. Ekenäs skärgårds nationalpark) расположен в Финском заливе в шхерах западной части побережья провинции Уусимаа, что на юге Финляндии. Национальный парк, площадь которого 52 км², начинается в открытом море и доходит до крупного острова Эльгё во внутренних шхерах. Был образован в 1989 году.

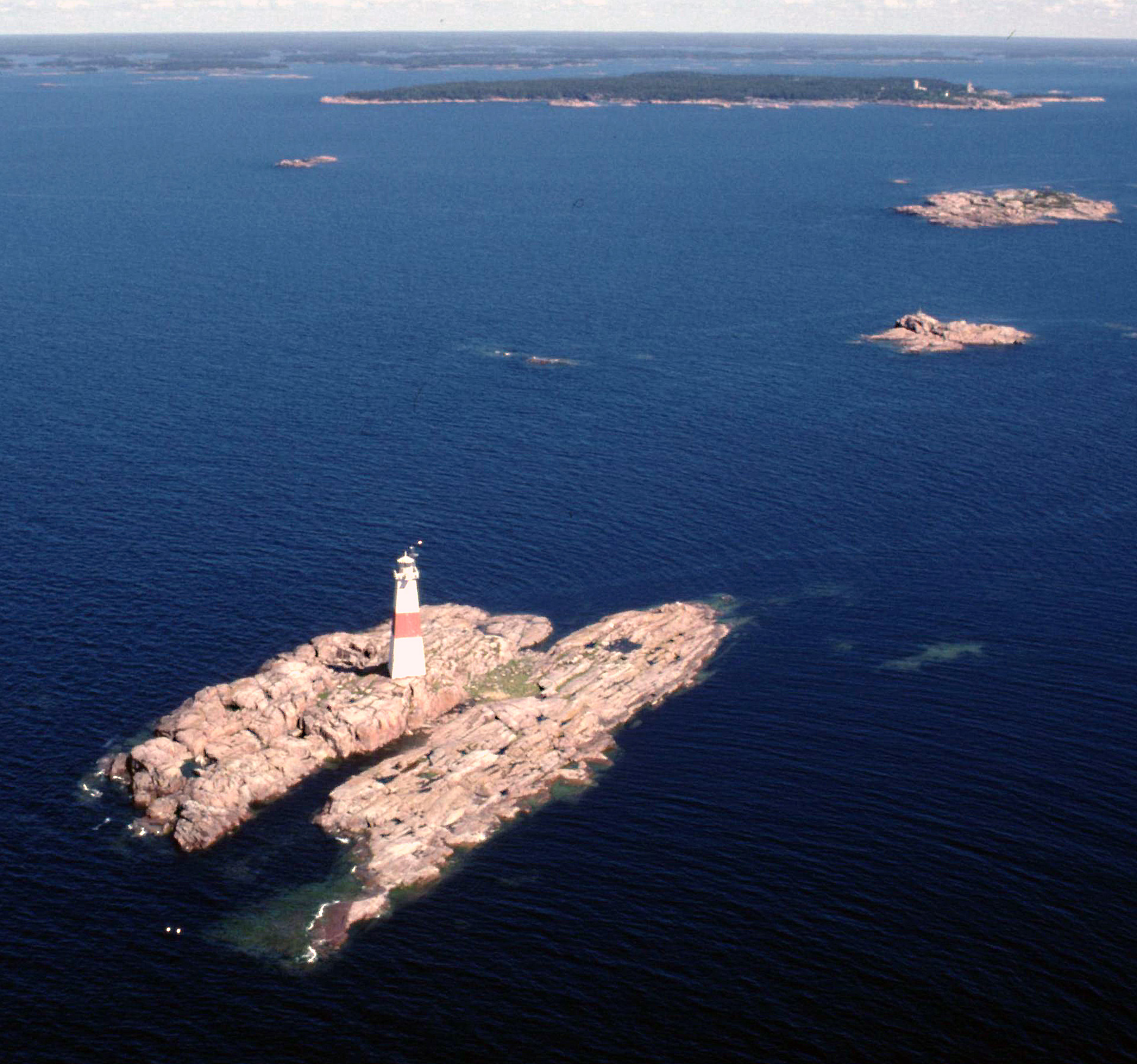
Маяк Юссарё на одном из островов.